# Констелейшън
USS Constellation (в превод: Съзвездие) е американски боен кораб, построен през 1854 г. Той е вторият кораб на Американските военноморски сили, който носи това име.
Според регистъра на Военноморските сили корабът е започнат на 25 юни 1853 в Норфолкския морски док, тогава наречен „Морски док Госпът“ в Норфолк, Вирджиния. Възможно е в процеса на строителството някои части от стария кораб да са били пренесени на новия. Първоначално корабът е поръчан като фрегата, но по-късно проектът е преконструиран като шлюп (вид тримачтов кораб с прави платна), т.е. с по-голяма мощ. Корпусът му е дървен, а водоизместването – около 1400 тона. USS Constellation е последният боен кораб на Американските военноморски сили, който се е движел с платна.

## Кариера

### Ранна кариера
Корабът заменил едноименния кораб, който е създаден през 1797 г. Новият кораб, който има 22 оръдия, е пуснат на вода на 28 юли 1855 г., като негов командир тогава е капитан Чарлз Бел. Влиза в Средиземноморската ескадра и там става един от най-бързите кораби. Спечелва уважението на австрийското правителство, след като спасява бедстваща баржа. Завръщайки се в американски води през 1858 г., той известно време патрулира по кубинските крайбрежия, докато през следващата година е изваден от задачи.

### Африканската ескадра
През 1859 г. USS Constellation става флагмански кораб на Африканската ескадра. Натоварени със задачата да патрулират по африканските брегове и да спират контрабандата с роби, този и още седем кораба спират 40 „търговци на роби“ (така били наричани корабите, които пренасяли роби от Африка), освобождавайки над 4000 роби. През декември 1859 г., той спрял кораба Делисия. Въпреки че не били открити роби на борда, конструкцията и липсата на редовни документи свидетелстват, че е „търговец на роби“. През следващия септември USS Constellation заловил кораба Кора с капитан Джон Летам, който носел на борда си 705 роби. След като ескадрата изпълнява мисията си, ситуацията в родината вече била довела до Гражданската война, в която корабът участва на страната на Съюза.

### Американска гражданска война
На 21 май 1861 г. USS Constellation залавя „търговеца на роби“ Тритон. След като войната започва, след като е запален Форт Съмтър, Тритон е сред първите заловени от американците кораби през войната. Отново отзован, заедно с другата част от ескадрата за Гражданската война, USS Constellation отива в Портсмът, Ню Хампшър в края на 1861 г. Отново със задачи, корабът е изпратен в Средиземно море, като му е възложено да дава отпор на корабите на Конфедерацията.
Достигайки в Средиземно море, USS Constellation помага за залавянето на кораба на Конфедерацията Съмтър. Следващите две години корабът патрулира в Средиземноморието, докато не получава мисия в Мексиканския залив. Достигайки Моубил в края на 1864 г., корабът е инспектиран от адмирал Дейвид Фарагют. Използването на кораб от този тип било невъзможно в ситуацията, а и екипажът не бил достатъчно опитен, затова Фарагют нарежда Constellation да отплава за Норфолк. Корабът достига града около Нова година, след което е използван за спомагателни цели.
През 1888 г.корабът превозва посетителите от САЩ на Световното изложение в Париж.

### Дейност като учебен кораб
По-нататък службата на „Констелейшън“ преминава като учебен кораб. Въпреки че флотът се състои вече от железни парни кораби, на стария ветроход успешно са обучавани млади моряци, които на неговата палуба усвояват началните морски умения. Особено се засилва учебната дейност в годините на Първата световна война, когато през стария учебен кораб преминават цели 60 000 наборници. След края на войната корабът постепенно губи значението си, а известно време е използван като плаваща казарма. През 1933 г. е бракуван и отчислен от състава на Военноморските сили.

## Реставриране
През Втората световна война морското командване решава да използва отново стария кораб, най-вече като символ на военноморските традиции на САЩ. С декрет на президента Рузвелт „Констелейшън“ е възстановен на бойна служба и на него номинално се намира команден пункт. В следвоенните години е взето решение корабът да бъде реставриран като символ на морската слава на САЩ. Възстановеният кораб официално е отчислен от състава на ВМС през 1955 г., което означава, че е бил на военна служба 100 години и две седмици. Днес той се намира в пристанище Балтимор заедно с други реликви на ВМС на САЩ.
За историята на кораба е написана обширна литература. Някои от авторите изказват съмнения относно автентичността на възстановения кораб, както и за правилното отчитане на прехода от предшественика му към шлюпа. Всички обаче признават значението на „Констелейшън“ за развитието на американските военноморски сили и факта, че той е един от най-дълго служилите и най-успешни бойни кораби.